# Billy Boyd (hockey sur glace)
Pour les articles homonymes, voir Billy Boyd et Boyd.
William George Boyd, dit Billy Boyd, (né le 15 mai 1898 et mort le 16 novembre 1940) est un joueur canadien de hockey sur glace. Jouant au poste d'ailier droit, il joue 133 parties dans la Ligue nationale de hockey avec les Rangers de New York, avec lesquels il remporte la coupe Stanley en 1928, et avec les Americans de New York.